# 시그네 하소

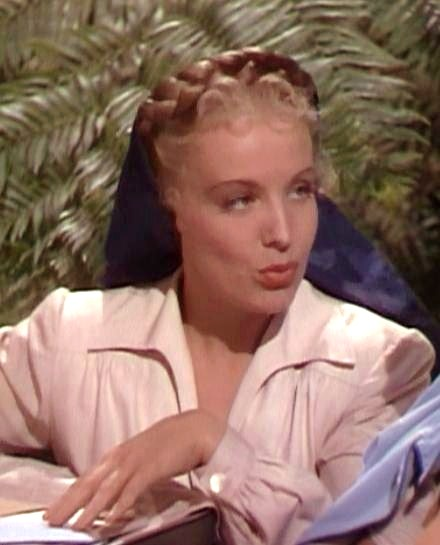

시그네 하소(Signe Hasso, 1915년 8월 15일 ~ 2002년 6월 7일)는 스웨덴의 연극 배우, 텔레비전 배우, 영화배우이다.
스톡홀름에서 태어났으며 로스앤젤레스에서 사망하였다. 사인은 폐암이다.

## 영화
- 에비타 페론 (1981년)
- 로즈 가든 (1977년)
- 공포의 그림자 (1973년)
- 긴장 (1950년)
- 위기 (1950년)
- 서스펜스 (1949년)
- 진 호크의 정체 (1948년)
- 이중 생활 (1947년)
- 92번가 집 (1945년)
- 세븐스 크로스 (1944년) - 토니 역
- 어사인먼트 인 브리타니 (1943년)
- 천국은 기다려준다 (1943년)